# رباعي فلوريد ثنائي الفسفور
رباعي فلوريد ثنائي الفوسفور هو مركب كيميائي ينتمي إلى هاليدات الفوسفور، صيغته P2F4، ويوجد على شكل غاز عديم اللون.

## التحضير
يمكن تحضير المركب من تفاعل يوديد ثنائي فلوريد الفوسفور مع الزئبق؛ حيث يترسب يوديد الزئبق الأحادي.
{\displaystyle \mathrm {2\ PF_{2}I\ +\ 2\ Hg\longrightarrow \ P_{2}F_{4}\ +\ Hg_{2}I_{2}} }

## الخواص
يوجد المركب في الشروط القياسية على شكل غاز عديم اللون، ويكون للفوسفور في هذا المركب في حالة أكسدة مقدارها +2، وترتبط الذرات فيما بينها بروابط أحادية؛ ولذلك يمكن اعتبار هذا الهاليد فلوريداً للفوسفور الثنائي.

## الاستخدامات
يستخدم المركب في المختبرات الكيميائية لتحضير مركبات ثنائي فلورو الفوسفانات. فعلى سبيل المثال يمكن إجراء تفاعل إضافة لهذا المركب بتأثير الأشعة فوق البنفسجية على الرابطة الثلاثية في الألكاينات ومشتقاتها.